# Ан Джун Хён
Ан Джун Хён (кор. 안중현, англ. An Jung Hyun, родился 30 ноября 1983 года в Сеуле) — южно-корейский шорт-трекист, чемпион мира 2002 года, двукратный бронзовый призёр чемпионатов мира. Окончил Университет Кемён.

## Спортивная карьера
Ан Джун Хён в декабре 1998 года выиграл национальный чемпионат среди юниоров. Когда он учился в 3-м классе средней школы Кёнги, впервые участвовал на юниорском чемпионате мира в Монреале, там выиграл золото в беге на 1500 м и занял 2-е место в абсолютном зачёте. Он дебютировал на Кубке мира и на этапе в Зутермере выиграл 1-е место в беге на 3000 м. Через 2 года на юниорском чемпионате мира в Варшаве занял 11-е место в общем зачёте и сразу дебютировал в национальной сборной на командном первенстве мира в Минамимаки, где занял 3-е место.
На Кубке мира сезона 2000/01 и занял 1-е место в беге на 3000 м на 5-м этапе в Трнаве и 3-е место в общем зачёте. В апреле 2001 года на чемпионате мира в Чонджу он поднялся на 18-е место в многоборье и на 8-е в эстафете. На следующий год выиграл бронзу на командном чемпионате мира в Милуоки и через неделю завоевал золотую медаль на чемпионате мира в чемпионате мира в Монреале. Осенью на Кубке мира в Нобеяме выиграл в эстафете.
Ан Джун Хён продолжал участвовать во внутренних соревнованиях ещё несколько лет, и в январе 2005 года на 20-м национальном чемпионате занял 2-е место в беге на 500 м.

## Тренерская карьера
Ан Джун Хён назначен штатным тренером мужской сборной Кореи на 2022 год, включая Олимпиаду в Пекине.